# Byrtevatn
Byrtevatn (auch Byrtevatn) ist der Name eines Sees in der Kommune Tokke in der norwegischen Provinz Telemark. Der Hauptzulauf ist der Byrteåi, der Abfluss Mosåi zum Mosvatn, der wiederum über den Rukkeåi in den Fluss Tokke. Der Byrtevatn gehört zum Flusssystem Skiensvassdraget.